# Chiesa di Santa Maria Assunta (Arquà Petrarca)
La chiesa arcipretale di Santa Maria Assunta è la chiesa madre di Arquà Petrarca, in provincia e diocesi di Padova; fa parte del vicariato di Monselice.

## Storia

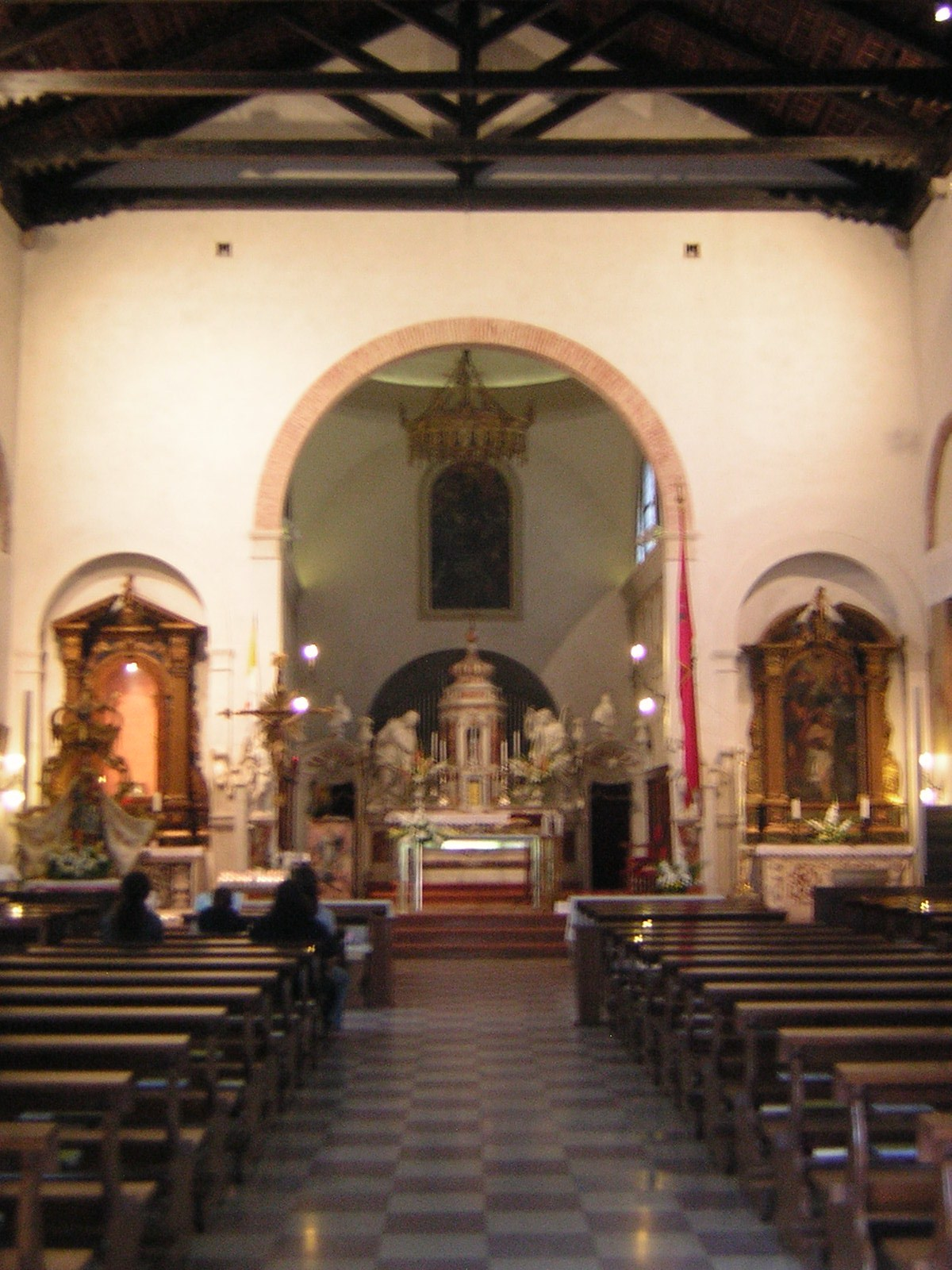
L'interno

La prima citazione di una chiesa ad Arquà risale al 1026, anno in cui venne donata al monastero padovano di San Pietro. Nella decima papale del 1297 s'apprende che questa chiesa era una pieve, ma che non aveva filiali. 
Nel 1580 venne eretto il campanile, riedificato nel 1670, e l'antica chiesa venne rifatta nel 1677.
Nel 1874 la facciata della parrocchiale subì un primo rifacimento in stile neoclassico e, nel 1926, un secondo in stile romanico.